# The Raid.
The Raid. (estilizado como the Raid.) é uma banda japonesa de rock do movimento visual kei, formada em 2011.

## Carreira
Em 2013 ganharam primeiro lugar no concurso Brilliant Passion vol.4 sediado pela Danger Crue e pelo Nico Nico Douga. Em 2015 lançaram três singles consecutivos com a venda limitada à shows.
Em abril de 2016 o baixista Iori deixou a banda. Foi substituído por Tenshi em 1 de junho, que foi convidado por Sena. Em 27 de julho eles lançaram o single "Re:born" que teve uma canção co-escrita pelo novo baixista. Em 10 de novembro participaram do festival Vijuttoke!!Festtoke!!.
Em março de 2017, o show final de sua turnê solo intitulada Retribuition esgotou. Em comemoração aos 6 anos de carreira, eles anunciaram uma série de trabalhos com o número 6; o novo single "Urameshiya" com 6 edições custando 666 ienes, uma turnê com 66 shows com os ingressos custando 666 ienes. O single de abril de 2018 "Kagiana" (鍵穴) foi usado como tema de encerramento do programa Onryu da TV Tokyo, e foi o primeiro single da banda a ficar no top 10 da Oricon Singles Chart. Em 24 de julho de 2018 lançaram o single "Kagome Uta", revelando seu videoclipe quatro dias antes. Em 23 de julho de 2019 lançaram o single "Kamisama, Nande?". No final do ano, participaram da turnê de despedida da banda Pentagon.
Em 3 de junho de 2020 the Raid abriu uma cafeteria por tempo limitado, CAFE de RAID., onde os membros da banda serviram os clientes. Foi aberta em parceria com o chef Yuichi Nakamura, e as músicas da banda tocavam no estabelecimento. Em 25 de agosto lançaram dois singles simultaneamente: "Kimipuri" e "Kamisama mou sukoshi dake". O videoclipe do primeiro havia sido lançado em 15 de julho, tendo a participação da dupla de comediantes Asian. Em 2021 conseguiram contrato com uma grande gravadora, a Sony. Seu primeiro single na gravadora foi "Tokyo Sanketsu Heroine", estreado em 28 de abril.
the Raid entrou em hiato em 2022. Eles voltaram em 2023 para um show.

## Membros
- Sena (星七) – vocais
- bo_ya – guitarra
- Yuuha (由羽) – guitarra
- Tenshi (テンシ) – baixo
- Kazhi (一陽) – bateria

Ex membros
- Iori – baixo

## Discografia
Álbuns e EPs
- Feathers (1 de agosto de 2012)
- Alice. (27 de novembro de 2013)
- Ray (28 de janeiro de 2015)
- Mikan (未完, 2 de novembro de 2016), posição na Oricon Albums Chart: 22[16]
- Omen (オーメン, 13 de dezembro de 2017), posição na Oricon Albums Chart: 27[16]